# 19e groupe de reconnaissance de corps d'armée
Pour les articles homonymes, voir 19e groupe (unité militaire).
Le 19e groupe de reconnaissance de corps d'armée (19e GRCA) est une unité de l'armée française créée en 1940 ayant participé à la seconde Guerre mondiale.

## Historique

### Formation
Le 19e groupe de reconnaissance de corps d'armée est formé à Limoges et à Angers à partir dépôt de cavalerie no 29 et le centre d'organisation des dragons portés.
Rattachée au 23e corps d'armée, l'unité s'entraine jusqu'au 10 mai 1940

### Au combat
Lorsque les allemands attaquent, le 19e GRCA est dirigé vers les Ardennes sur l'Aisne pour colmater le front. Les 15, 16 et 17 mai, il participe ainsi à la défense des ponts de Tourteron et d'Attigny. Les positions étant tenues, il reste dans cette région.
Les Allemands relancent l'attaque le 10 juin et trouve le groupe de reconnaissance autour de Saint-Loup-en-Champagne. Ne pouvant rien faire face aux chars allemands, il doit se reculer. Lors de cette retraite, le chef d'escadron de Vanssay est tué et le capitaine de Poncins blessé.
À partir du 12 juin, l'unité se replie à partir de la Champagne jusqu'à la Loire qu'elle franchit à la Charité.

### L'amicale
À la fin de la guerre, une amicale est créée avec les anciens combattants du 19e GRCA.

## Ordre de bataille
- Chef de corps : lieutenant-colonel Amanrich
- Adjoint : capitaine Poidebard
- Groupe d'escadrons hippomobiles : chef d'escadron Frater
  - 1er escadron : capitaine Pellegrin
  - 2e escadron : capitaine Delacroix
- Groupe d'escadrons motorisés : chef d'escadron Robert de Vanssay
  - 3e escadron : capitaine de Pringy
  - 4e escadron : capitaine Henry de Montaigne de Poncins